# Saison 2023 de l'Inter Miami CF
Maillots
Chronologie
Saison précédente Saison suivante
La saison 2023 de l'Inter Miami est la quatrième saison en Major League Soccer (D1 nord-américaine) de l'histoire du club.

## Transferts
| Nom                | Nationalité            | Poste          | Transfert                                                                                | Provenance/Destination  | Division                   | Ref.   |
| ------------------ | ---------------------- | -------------- | ---------------------------------------------------------------------------------------- | ----------------------- | -------------------------- | ------ |
| Arrivées           |                        |                |                                                                                          |                         |                            |        |
| Hiver 2022-2023    |                        |                |                                                                                          |                         |                            |        |
| Edison Azcona      | République dominicaine | Milieu         | Retour de prêt                                                                           | Locomotive d'El Paso    | USL Championship           | [ 1 ]  |
| Rodolfo Pizarro    | Mexique                | Milieu         | Retour de prêt                                                                           | CF Monterrey            | Liga MX                    | [ 1 ]  |
| Jake LaCava        | États-Unis             | Attaquant      | Échange de 150 000 $ d'allocation générale                                               | St. Louis City          | Major League Soccer        | [ 2 ]  |
| Benjamin Cremaschi | États-Unis             | Milieu         | Homegrown Player                                                                         | Inter Miami CF II       | MLS Next Pro               | [ 3 ]  |
| Cole Jensen        | États-Unis             | Gardien de but | 1re tour de la MLS SuperDraft                                                            | Université Xavier       |                            | [ 4 ]  |
| Nicolás Stefanelli | Argentine              | Attaquant      | Montant inconnu                                                                          | AIK Fotboll             | Allsvenskan                | [ 5 ]  |
| Franco Negri       | Argentine              | Défenseur      | Montant inconnu                                                                          | Godoy Cruz              | Primera División           | [ 6 ]  |
| Josef Martínez     | Venezuela              | Attaquant      | Montant inconnu                                                                          | Atlanta United          | Major League Soccer        | [ 7 ]  |
| Leonardo Campana   | Équateur               | Attaquant      | Montant inconnu                                                                          | Wolverhampton Wanderers | Premier League             | [ 8 ]  |
| Serhiy Kryvtsov    | Ukraine                | Défenseur      | Montant inconnu                                                                          | Chakhtar Donetsk        | Premier-Liha               | [ 9 ]  |
| Shanyder Borgelin  | Haïti                  | Attaquant      | Homegrown Player                                                                         | Inter Miami CF II       | MLS Next Pro               | [ 10 ] |
| Kamal Miller       | Canada                 | Défenseur      | Échange de 1 300 000 $ d'allocation générale + Echange avec Bryce Duke et Ariel Lassiter | CF Montréal             | Major League Soccer        | [ 11 ] |
| Dixon Arroyo       | Équateur               | Milieu         | Libre                                                                                    | CS Emelec               | Primera Categoría Serie A  | [ 12 ] |
| David Ruiz         | États-Unis             | Milieu         | Homegrown Player                                                                         | Inter Miami CF II       | MLS Next Pro               | [ 13 ] |
| Été 2023           |                        |                |                                                                                          |                         |                            |        |
| Lionel Messi       | Argentine              | Attaquant      | Libre                                                                                    | Paris Saint-Germain     | Ligue 1                    | [ 14 ] |
| Sergio Busquets    | Espagne                | Milieu         | Libre                                                                                    | FC Barcelone            | LaLiga                     | [ 15 ] |
| Diego Gómez        | Paraguay               | Milieu         | Montant inconnu                                                                          | Club Libertad           | División Profesional       | [ 16 ] |
| Jordi Alba         | Espagne                | Défenseur      | Libre                                                                                    | FC Barcelone            | LaLiga                     | [ 17 ] |
| Facundo Farías     | Argentine              | Milieu         | Montant inconnu                                                                          | CA Colón                | Primera División           | [ 18 ] |
| Tomás Avilés       | Argentine              | Défenseur      | Montant inconnu                                                                          | Racing Club             | Primera División           | [ 19 ] |
| Départs            |                        |                |                                                                                          |                         |                            |        |
| Hiver 2022-2023    |                        |                |                                                                                          |                         |                            |        |
| Brek Shea          | États-Unis             | Défenseur      | Libre (option déclinée)                                                                  | Retraite                | Retraite                   | [ 1 ]  |
| Gonzalo Higuaín    | Argentine              | Attaquant      | Libre (option déclinée)                                                                  | Retraite                | Retraite                   | [ 1 ]  |
| George Acosta      | États-Unis             | Milieu         | Libre (option déclinée)                                                                  | Cortuluá                | Torneo BetPlay Dimayor     | [ 1 ]  |
| Joevin Jones       | Trinité-et-Tobago      | Défenseur      | Libre                                                                                    | Police FC               | TT Premier Football League | [ 1 ]  |
| Alejandro Pozuelo  | Espagne                | Milieu         | Libre                                                                                    | Konyaspor               | Süper Lig                  | [ 1 ]  |
| Indiana Vassilev   | États-Unis             | Attaquant      | Expansion Draft                                                                          | St. Louis City          | Major League Soccer        | [ 20 ] |
| Damion Lowe        | Jamaïque               | Défenseur      | Échange de 225 000 $ d'allocation générale                                               | Union de Philadelphie   | Major League Soccer        | [ 21 ] |
| Emerson Rodríguez  | Colombie               | Milieu         | Prêt                                                                                     | Santos Laguna           | Liga MX                    | [ 22 ] |
| Kieran Gibbs       | Angleterre             | Défenseur      | Accord mutuel (résiliation de contrat)                                                   | Retraite                | Retraite                   | [ 23 ] |
| Bryce Duke         | États-Unis             | Milieu         | Echange avec Kamal Miller                                                                | CF Montréal             | Major League Soccer        | [ 11 ] |
| Ariel Lassiter     | Costa Rica             | Attaquant      | Echange avec Kamal Miller                                                                | CF Montréal             | Major League Soccer        | [ 11 ] |
| Aimé Mabika        | Zambie                 | Défenseur      | Échange de 100 000 $ d'allocation générale                                               | Toronto FC              | Major League Soccer        | [ 24 ] |
| Été 2023           |                        |                |                                                                                          |                         |                            |        |
| Jake LaCava        | États-Unis             | Attaquant      | Prêt                                                                                     | Rowdies de Tampa Bay    | USL Championship           | [ 25 ] |
| Rodolfo Pizarro    | Mexique                | Milieu         | Accord mutuel (résiliation de contrat)                                                   | AEK Athènes             | Superleague Elláda         | [ 26 ] |
| Nick Marsman       | Pays-Bas               | Gardien de but | Résiliation de contrat                                                                   | -                       | -                          | [ 27 ] |

### MLS SuperDraft
| Rounds | N° | Nom           | Nationalité | Poste          | Provenance/Destination |
| ------ | -- | ------------- | ----------- | -------------- | ---------------------- |
| 1      | 18 | Cole Jensen   | États-Unis  | Gardien de but | Université Xavier      |
| 2      | 47 | Bachir Ndiaye | Sénégal     | Milieu         | UNC Wilmington         |

## Personnel
| Position                                     | Staff           |
| Propriétaires                                | Propriétaires   |
| -------------------------------------------- | --------------- |
| Propriétaire principal                       | Jorge Mas       |
| Copropriétaires                              | David Beckham   |
| Copropriétaires                              | Jose Mas        |
| Directions techniques                        |                 |
| Chef des affaires                            | Xavier Asensi   |
| Directeur sportif                            | Chris Henderson |
| Vice-président                               | Pablo Alvarez   |
| Encadrement technique                        |                 |
| Entraineur                                   | Gerardo Martino |
| Entraineur adjoint                           | Javier Morales  |
| Entraineur Adjoint & Analyste de performance | Alec Scott      |
| Entraineur des gardiens                      | Sebastián Saja  |
| Directeur de performance                     | Garrison Draper |
| Analyste de performance                      | Connor Ceballos |

## Effectif actuel

### Joueurs prêtés
| N° | Nat. | Nom                    | Club en prêt         | Compétition      | Championnat | Championnat | Championnat    | Compétition continentale | Compétition continentale | Compétition continentale | Coupes nationales | Coupes nationales | Coupes nationales | Total | Total       | Total          |
| N° | Nat. | Nom                    | Club en prêt         | Compétition      | MJ          | But inscrit | Passe décisive | MJ                       | But inscrit              | Passe décisive           | MJ                | But inscrit       | Passe décisive    | MJ    | But inscrit | Passe décisive |
| -- | ---- | ---------------------- | -------------------- | ---------------- | ----------- | ----------- | -------------- | ------------------------ | ------------------------ | ------------------------ | ----------------- | ----------------- | ----------------- | ----- | ----------- | -------------- |
| 14 |      | Leandro González Pírez | River Plate          | Primera División | 20          | 1           | 0              | 4                        | 0                        | 0                        | 0                 | 0                 | 0                 | 24    | 1           | 0              |
| 16 |      | Jake LaCava            | Rowdies de Tampa Bay | USL Championship | 2           | 1           | 0              | 0                        | 0                        | 0                        | 0                 | 0                 | 0                 | 2     | 1           | 0              |
| 31 |      | Emerson Rodríguez      | Santos Laguna        | Liga MX          | 3           | 0           | 1              | 0                        | 0                        | 0                        | 0                 | 0                 | 0                 | 3     | 0           | 1              |

## Compétitions
| Major League Soccer | US Open Cup                        | Leagues Cup                                   |
| ------------------- | ---------------------------------- | --------------------------------------------- |
| 13e place 31 points | Finale contre le Dynamo de Houston | Vainqueur contre Nashville SC (1-1, 10-9 tab) |
| 9V 4N 14D           | 4V 1N 0D                           | 5V 2N 0D                                      |
| TOTAL : 16V 6N 14D  |                                    |                                               |

### Major League Soccer

#### Classement
| Rang | Équipe                               | Pts | J  | G  | N  | P  | Bp | Bc | Diff |
| ---- | ------------------------------------ | --- | -- | -- | -- | -- | -- | -- | ---- |
| 1    | FC Cincinnati                        | 51  | 23 | 15 | 6  | 2  | 39 | 25 | +14  |
| 2    | Revolution de la Nouvelle-Angleterre | 43  | 23 | 12 | 7  | 4  | 42 | 28 | +14  |
| 3    | Union de Philadelphie                | 40  | 23 | 12 | 4  | 7  | 39 | 26 | +13  |
| 4    | Nashville SC                         | 38  | 24 | 11 | 5  | 8  | 31 | 22 | +9   |
| 5    | Orlando City                         | 37  | 23 | 10 | 7  | 6  | 34 | 28 | +6   |
| 6    | Crew de Columbus                     | 36  | 23 | 10 | 6  | 7  | 45 | 33 | +12  |
| 7    | Atlanta United                       | 35  | 24 | 9  | 8  | 7  | 42 | 39 | +3   |
| 8    | Fire de Chicago                      | 32  | 23 | 8  | 8  | 7  | 31 | 31 | 0    |
| 9    | D.C. United                          | 30  | 24 | 8  | 6  | 10 | 32 | 34 | -2   |
| 10   | CF Montréal                          | 29  | 23 | 9  | 2  | 12 | 22 | 32 | -10  |
| 11   | Red Bulls de New York                | 26  | 23 | 6  | 8  | 9  | 22 | 26 | -4   |
| 12   | Charlotte FC                         | 26  | 23 | 6  | 8  | 9  | 30 | 40 | -10  |
| 13   | New York City FC                     | 26  | 24 | 5  | 11 | 8  | 25 | 30 | -5   |
| 14   | Toronto FC                           | 19  | 24 | 3  | 10 | 11 | 18 | 33 | -15  |
| 15   | Inter Miami CF                       | 18  | 22 | 5  | 3  | 14 | 22 | 36 | -14  |

- Supporters' Shield et qualifications automatiques pour les séries éliminatoires et la Coupe des champions de la CONCACAF 2024
- Franchise directement qualifiée pour les quarts de finale de conférence des séries éliminatoires
- Franchise qualifiée pour le premier tour des séries éliminatoires

T : Tenant du titre

C : Vainqueur de la Coupe des États-Unis 2023

#### Championnat
| Date                       | Journée     | Adversaire                           | Lieu                    | Score | Buteurs de l'Inter Miami     | Public |
| -------------------------- | ----------- | ------------------------------------ | ----------------------- | ----- | ---------------------------- | ------ |
| Samedi 25 février 2023     | 1re journée | CF Montréal                          | Drive Pink Stadium      | 2 - 0 | Kryvtsov 41e · Borgelin 76e  | 17 655 |
| Samedi 4 mars 2023         | 2e journée  | Union de Philadelphie                | Drive Pink Stadium      | 2 - 0 | Jean 32e · Taylor 77e        | 15 628 |
| Samedi 11 mars 2023        | 3e journée  | New York City                        | Yankee Stadium          | 1 - 0 |                              | 24 489 |
| Samedi 18 mars 2023        | 4e journée  | Toronto FC                           | BMO Field               | 2 - 0 |                              | 20 701 |
| Samedi 25 mars 2023        | 5e journée  | Fire de Chicago                      | Drive Pink Stadium      | 2 - 3 | Negri 45+3e · Stefanelli 76e | 17 699 |
| Samedi 01 avril 2023       | 6e journée  | FC Cincinnati                        | TQL Stadium             | 1 - 0 |                              | 25 082 |
| Samedi 08 avril 2023       | 7e journée  | FC Dallas                            | Drive Pink Stadium      | 0 - 1 |                              | 17 287 |
| Samedi 22 avril 2023       | 8e journée  | Dynamo de Houston                    | Shell Energy Stadium    | 1 - 0 |                              | 16 045 |
| Samedi 29 avril 2023       | 9e journée  | Crew de Columbus                     | Lower.com Field         | 1 - 2 | Campana 7e 41e               | 20 410 |
| Samedi 06 mai 2023         | 10e journée | Atlanta United                       | Drive Pink Stadium      | 2 - 1 | Martínez 59e (pen.) 75e      | 16 750 |
| Samedi 13 mai 2023         | 11e journée | Revolution de la Nouvelle-Angleterre | Drive Pink Stadium      | 2 - 1 | Ruiz 6e · Martínez 44e       | 17 349 |
| Mercredi 17 mai 2023       | 12e journée | Nashville SC                         | Geodis Park             | 2 - 1 | Ruiz 6e · Martínez 44e       | 17 349 |
| Samedi 20 mai 2023         | 13e journée | Orlando City SC                      | Drive Pink Stadium      | 1 - 3 | Campana 57e                  | 17 643 |
| Samedi 27 mai 2023         | 14e journée | CF Montréal                          | Saputo Stadium          | 1 - 0 |                              | 19 619 |
| Mercredi 31 mai 2023       | 15e journée | Red Bulls de New York                | Drive Pink Stadium      | 0 - 1 |                              | 15 136 |
| Samedi 03 juin 2023        | 16e journée | D.C. United                          | Drive Pink Stadium      | 1 - 2 | Fray 90+2e                   | 15 040 |
| Dimanche 10 juin 2023      | 17e journée | Revolution de la Nouvelle-Angleterre | Gillette Stadium        | 3 - 1 | Martínez 84e                 | 36 235 |
| Dimanche 24 juin 2023      | 18e journée | Union de Philadelphie                | Subaru Park             | 4 - 1 | Taylor 50e                   | 19 535 |
| Samedi 01 juillet 2023     | 19e journée | Austin FC                            | Drive Pink Stadium      | 1 - 1 | Martínez 47e                 | 17 053 |
| Mardi 04 juillet 2023      | 20e journée | Crew de Columbus                     | Drive Pink Stadium      | 2 - 2 | Campana 57e · Martínez 90e   | 14 072 |
| Samedi 08 juillet 2023     | 21e journée | D.C. United                          | Audi Field              | 2 - 2 | Cremaschi 59e · Allen 68e    | 19 215 |
| Samedi 15 juillet 2023     | 22e journée | St. Louis City                       | CityPark                | 3 - 0 |                              | 22 423 |
| Dimanche 20 août 2023      | 23e journée | Charlotte FC                         | Drive Pink Stadium      |       |                              |        |
| Dimanche 26 août 2023      | 24e journée | Red Bulls de New York                | Red Bull Arena          |       |                              |        |
| Mercredi 30 août 2023      | 25e journée | Nashville SC                         | Drive Pink Stadium      |       |                              |        |
| Samedi 3 septembre 2023    | 26e journée | Los Angeles FC                       | BMO Stadium             |       |                              |        |
| Vendredi 9 septembre 2023  | 27e journée | Sporting de Kansas City              | Drive Pink Stadium      |       |                              |        |
| Vendredi 16 septembre 2023 | 28e journée | Atlanta United                       | Mercedes-Benz Stadium   |       |                              |        |
| Mardi 20 septembre 2023    | 29e journée | Toronto FC                           | Drive Pink Stadium      |       |                              |        |
| Samedi 24 septembre 2023   | 30e journée | Orlando City SC                      | Exploria Stadium        |       |                              |        |
| Vendredi 30 septembre 2023 | 31e journée | New York City                        | Drive Pink Stadium      |       |                              |        |
| Mercredi 04 octobre 2023   | 32e journée | Fire de Chicago                      | Soldier Field           |       |                              |        |
| Samedi 07 octobre 2023     | 33e journée | FC Cincinnati                        | Drive Pink Stadium      |       |                              |        |
| Samedi 21 octobre 2023     | 34e journée | Charlotte FC                         | Bank of America Stadium |       |                              |        |

#### Évolution du classement et des résultats
| Journée  | 1 | 2 | 3 | 4 | 5 | 6 | 7 | 8 | 9 | 10 | 11 | 12 | 13 | 14 | 15 | 16 | 17 | 18 | 19 | 20 | 21 | 22 | 23 | 24 | 25 | 26 | 27 | 28 | 29 | 30 | 31 | 32 | 33 | 34 |
| -------- | - | - | - | - | - | - | - | - | - | -- | -- | -- | -- | -- | -- | -- | -- | -- | -- | -- | -- | -- | -- | -- | -- | -- | -- | -- | -- | -- | -- | -- | -- | -- |
| Résultat | V | V | D | D | D | D | D | D | V | V  | V  | D  | D  | D  | D  | D  | D  | D  | N  | N  | N  | D  |    |    |    |    |    |    |    |    |    |    |    |    |

### Leagues Cup

#### Phase de groupes
| Rang | Équipe         | Pts | J | G | Gt | Pt | P | Bp | Bc | Diff |
| ---- | -------------- | --- | - | - | -- | -- | - | -- | -- | ---- |
| 1    | Inter Miami CF | 6   | 2 | 2 | 0  | 0  | 0 | 6  | 1  | +5   |
| 2    | Cruz Azul FC   | 2   | 2 | 0 | 1  | 0  | 1 | 2  | 3  | -1   |
| 3    | Atlanta United | 1   | 2 | 0 | 0  | 1  | 1 | 1  | 5  | -4   |

## Statistiques

### Statistiques collectives
| Compétition         | Matches joués | Gagnés | Nuls | Perdus | Buts pour | Buts contre | Différence |
| ------------------- | ------------- | ------ | ---- | ------ | --------- | ----------- | ---------- |
| Major League Soccer | 22            | 5      | 3    | 14     | 22        | 36          | -14        |
| US Open Cup         | 4             | 3      | 1    | 0      | 6         | 3           | +3         |
| Leagues Cup         | 4             | 3      | 1    | 0      | 13        | 6           | +7         |
| Total               | 30            | 11     | 5    | 14     | 41        | 45          | -4         |

### Statistiques individuelles

#### Discipline
Inclut uniquement les matches officiels. La liste est classée par numéro de maillot lorsque le total des cartons est égal.
| R     | No.   | Nat   | Position       | Joueurs            | Major League Soccer | Major League Soccer | US Open Cup | US Open Cup  | Leagues Cup | Leagues Cup  | Total  | Total        |
| R     | No.   | Nat   | Position       | Joueurs            | Averti              | Carton rouge        | Averti      | Carton rouge | Averti      | Carton rouge | Averti | Carton rouge |
| 1     | 2     |       | Défenseur      | DeAndre Yedlin     | 5                   | 0                   | 0           | 0            | 0           | 0            | 5      | 0            |
| 1     | 16    |       | Attaquant      | Robert Taylor      | 5                   | 0                   | 0           | 0            | 0           | 0            | 5      | 0            |
| 1     | 41    |       | Milieu         | David Ruiz         | 5                   | 1                   | 0           | 0            | 0           | 0            | 5      | 1            |
| 4     | 9     |       | Attaquant      | Leonardo Campana   | 4                   | 0                   | 0           | 0            | 0           | 0            | 4      | 0            |
| 4     | 24    |       | Défenseur      | Ian Fray           | 4                   | 0                   | 0           | 0            | 0           | 0            | 4      | 0            |
| 4     | 27    |       | Défenseur      | Serhiy Kryvtsov    | 4                   | 0                   | 0           | 0            | 0           | 0            | 4      | 0            |
| 4     | 30    |       | Milieu         | Benjamin Cremaschi | 4                   | 0                   | 0           | 0            | 0           | 0            | 4      | 0            |
| 8     | 4     |       | Défenseur      | Christopher McVey  | 3                   | 0                   | 0           | 0            | 0           | 0            | 3      | 0            |
| 8     | 33    |       | Défenseur      | Franco Negri       | 3                   | 1                   | 0           | 0            | 0           | 0            | 3      | 1            |
| 10    | 3     |       | Milieu         | Dixon Arriyo       | 2                   | 0                   | 0           | 0            | 0           | 0            | 2      | 0            |
| 10    | 14    |       | Attaquant      | Corentin Jean      | 2                   | 0                   | 0           | 0            | 0           | 0            | 2      | 0            |
| 10    | 31    |       | Défenseur      | Kamal Miller       | 2                   | 1                   | 0           | 0            | 0           | 0            | 2      | 1            |
| 10    | 32    |       | Défenseur      | Noah Allen         | 2                   | 0                   | 0           | 0            | 0           | 0            | 2      | 0            |
| 14    | 1     |       | Gardien de but | Drake Callender    | 1                   | 0                   | 0           | 0            | 0           | 0            | 1      | 0            |
| 14    | 7     |       | Milieu         | Jean Mota          | 1                   | 0                   | 0           | 0            | 0           | 0            | 1      | 0            |
| 14    | 8     |       | Milieu         | Bryce Duke         | 1                   | 0                   | 0           | 0            | 0           | 0            | 1      | 0            |
| 14    | 17    |       | Attaquant      | Josef Martínez     | 1                   | 0                   | 0           | 0            | 0           | 0            | 1      | 0            |
| 14    | 19    |       | Attaquant      | Robbie Robinson    | 1                   | 0                   | 0           | 0            | 0           | 0            | 1      | 0            |
| 14    | 20    |       | Défenseur      | Harvey Neville     | 1                   | 0                   | 0           | 0            | 0           | 0            | 1      | 0            |
| 14    | 22    |       | Attaquant      | Nicolás Stefanelli | 1                   | 0                   | 0           | 0            | 0           | 0            | 1      | 0            |
| 14    | -     |       | Milieu         | Rodolfo Pizarro    | 1                   | 0                   | 0           | 0            | 0           | 0            | 1      | 0            |
| Total | Total | Total | Total          | Total              | 53                  | 3                   | 0           | 0            | 0           | 0            | 53     | 3            |

#### Buteurs
Inclut uniquement les matches officiels. La liste est classée par numéro de maillot lorsque le total de buts est égal.
| R.                                 | N.                                 | Position                           | Joueurs                            | Major League Soccer | US Open Cup | Leagues Cup | Total  |
| ---------------------------------- | ---------------------------------- | ---------------------------------- | ---------------------------------- | ------------------- | ----------- | ----------- | ------ |
| 1                                  | 17                                 | Attaquant                          | Josef Martínez                     | 7                   | 2           | 3           | 12     |
| 2                                  | 10                                 | Attaquant                          | Lionel Messi                       | 1                   | 0           | 10          | 11     |
| 2                                  | 9                                  | Attaquant                          | Leonardo Campana                   | 9                   | 2           | 0           | 11     |
| 4                                  | 16                                 | Milieu                             | Robert Taylor                      | 4                   | 0           | 4           | 8      |
| 5                                  | 22                                 | Attaquant                          | Nicolás Stefanelli                 | 2                   | 2           | 0           | 4      |
| 6                                  | 30                                 | Milieu                             | Benjamin Cremaschi                 | 2                   | 0           | 1           | 3      |
| 6                                  | 41                                 | Milieu                             | David Ruíz                         | 2                   | 0           | 1           | 3      |
| 6                                  | -                                  | Milieu                             | Facundo Farías                     | 3                   | 0           | 0           | 3      |
| 9                                  | 18                                 | Défenseur                          | Jordi Alba                         | 1                   | 0           | 1           | 2      |
| 9                                  | 33                                 | Défenseur                          | Franco Negri                       | 1                   | 1           | 0           | 2      |
| 9                                  | 49                                 | Attaquant                          | Shanyder Borgelin                  | 1                   | 1           | 0           | 2      |
| 9 autres joueurs avec 1 but chacun | 9 autres joueurs avec 1 but chacun | 9 autres joueurs avec 1 but chacun | 9 autres joueurs avec 1 but chacun | 1 (x8)              | 1 (x1)      | 0           | 1 (x9) |
| Buts contre son camp               | Buts contre son camp               | Buts contre son camp               | Buts contre son camp               | 0                   | 1           | 1           | 2      |
| TOTAL                              | TOTAL                              | TOTAL                              | TOTAL                              | 41                  | 10          | 21          | 72     |

#### Passeurs
Inclut uniquement les matches officiels. La liste est classée par numéro de maillot lorsque le total de passes est égal. (CE CLASSEMENT EST TOTALEMENT ! mais comme je viens juste de corriger celui des buteurs là (ça m'a pris genre 30 minutes) j'ai la flemme de faire les passeurs mais juste dîtes vous Robert Taylor (football, 1994) est le meilleur passeur avec 11 et Lionel Messi à 5 (2 MLS 2 US Open Cup et 1 Leagues Cup)
| R.    | N.    | Position  | Joueurs            | Major League Soccer | US Open Cup | Leagues Cup | Total |
| ----- | ----- | --------- | ------------------ | ------------------- | ----------- | ----------- | ----- |
| 1     | 7     | Milieu    | Jean Mota          | 4                   | 1           | 0           | 5     |
| 2     | 33    | Défenseur | Franco Negri       | 1                   | 1           | 0           | 2     |
| 2     | 30    | Milieu    | Benjamin Cremaschi | 1                   | 0           | 1           | 2     |
| 2     | 16    | Attaquant | Robert Taylor      | 0                   | 0           | 2           | 2     |
| 3     | 20    | Milieu    | Rodolfo Pizarro    | 1                   | 0           | 0           | 1     |
| 3     | 8     | Milieu    | Bryce Duke         | 1                   | 0           | 0           | 1     |
| 3     | 26    | Milieu    | Gregore            | 1                   | 0           | 0           | 1     |
| 3     | 4     | Défenseur | Christopher McVey  | 1                   | 0           | 0           | 1     |
| 3     | 22    | Milieu    | Nicolas Stefanelli | 1                   | 0           | 0           | 1     |
| 3     | 2     | Défenseur | DeAndre Yedlin     | 1                   | 0           | 0           | 1     |
| 3     | 19    | Attaquant | Robbie Robinson    | 0                   | 0           | 1           | 1     |
| 3     | 10    | Attaquant | Lionel Messi       | 0                   | 0           | 1           | 1     |
| 3     | 17    | Attaquant | Josef Martinez     | 0                   | 0           | 1           | 1     |
| TOTAL | TOTAL | TOTAL     | TOTAL              | 12                  | 2           | 6           | 20    |

#### Blanchissages
| N° | Noms            | MLS | US Open Cup | Leagues Cup | Total |
| -- | --------------- | --- | ----------- | ----------- | ----- |
| 1  | Drake Callender | 2   | 1           | 1           | 4     |
| 21 | Nick Marsman    | 0   | 1           | 0           | 1     |